# 2020 sur Internet
Cet article présente les faits marquants de l'année 2020 sur Internet.

## Évènements
- Début mars, OVHcloud, entreprise française spécialisée dans les services de cloud computing (informatique en nuage), met en place un mode exceptionnel de gestion de la crise de la pandémie de coronavirus[1]. On note une forte croissance de l'utilisation de l'Informatique en nuage  (+775% pour Microsoft Azure) et de la visioconférence à l'occasion de la crise sanitaire (44 millions d'utilisateurs sur Microsoft Teams par exemple).
- 14 mai : publication dans la revue MicoKeys d'un article de la biologiste danoise Ana Sofia Reboleira (de l'Université de Copenhague), qui décrit le champignon parasite des mille-pattes américain, le Troglomyces twitteri, qu'elle a pu décrire avec son collègue Henrik Enghoff à partir d'une photo qu'elle avait vue par hasard sur Twitter, ce qui en fait la première découverte d'une nouvelle espèce à partir de ce réseau social[2] - découverte cependant confirmée après inspection de la collection du Musée d’histoire naturelle de Copenhague[2].
- 15 mai : à Singapour, le trafiquant d'héroïne malaisien Punithan Genasan est condamné à mort à cause de son trafic, après un procès qui s'est déroulé par visioconférence sur Zoom à cause de la pandémie de covid-19, il s'agit de la première fois qu'une condamnation à mort judiciaire est rendue par visioconférence[3].
- 18-19 mai : aux États-Unis, au tribunal du Comté de Collin (Texas) un procès pour litige dans le domaine des assurances réuni une trentaine de jurés qui participent depuis leurs domiciles en étant connectés sur 2 salles virtuelles de la plateforme Zoom à cause de la pandémie de covid-19, et est retransmis en direct sur la chaîne YouTube de la juge Emily Miskel (bien que l'enregistrement du livestream soit interdit), il s'agit de la première fois qu'un jury de procès est réuni par visioconférence[4].